# Karin Zimmermann
Karin Zimmermann (* 19. Januar 1964 in Karlsruhe) ist eine deutsche Germanistin, Mediävistin, Bibliothekarin und Leiterin der Handschriftenabteilung der Universitätsbibliothek Heidelberg. 

## Wirken
Zimmermann wurde 1994 bei Lothar Voetz an der Universität Heidelberg promoviert. Als Mitarbeiterin an der Universitätsbibliothek katalogisierte sie bis 2016 den Heidelberger Bestand der Codices Palatini germanici.
Zu Zimmermanns laufenden Projekten gehören die Digitalisierung und wissenschaftliche Erschließung von 403 griechischsprachigen Palatini graeci, die seit 1623 in der Biblioteca Apostolica Vaticana in Rom aufbewahrt werden. Das Gemeinschaftsprojekt mit der Universität Cambridge wird von der Polonsky Foundation gefördert. Ein weiteres Projekt soll 876 mittelalterliche und frühneuzeitliche lateinische Codices Palatini latini der ehemaligen Heidelberger Bibliotheca Palatina in Rom erschließen und moderne Katalogisate nach wissenschaftlichen Standard bereitstellen.

## Veröffentlichungen (Auswahl)
- Der Heidelberger Rotulus aus dem Jahre 1401. Studien zu den Personennamen. Winter, Heidelberg 1996. ISBN 978-3-8253-0457-7.

Bearbeiterin
- mit Armin Schlechter, Matthias Miller: Von Ottheinrich zu Carl Theodor. Prachteinbände aus drei Jahrhunderten. Winter, Heidelberg 2003. ISBN 3-8253-1525-8.
- mit Sonja Glauch: Die Codices Palatini germanici in der Universitätsbibliothek Heidelberg (Cod. Pal. germ. 1–181). Reichert, Wiesbaden 2003. ISBN 978-3-89500-152-9.
- mit Matthias Miller: Die Codices Palatini germanici in der Universitätsbibliothek Heidelberg (Cod. Pal. germ. 182–303). Harrassowitz, Wiesbaden 2005. ISBN 978-3-447-05030-2.
- mit Matthias Miller: Die Codices Palatini germanici in der Universitätsbibliothek Heidelberg (Cod. Pal. germ. 304–495). Harrassowitz, Wiesbaden 2007. ISBN 978-3-447-05229-0.
- mit Pamela Kalning, Matthias Miller: Die Codices Palatini germanici in der Universitätsbibliothek Heidelberg (Cod. Pal. germ. 496–670). Harrassowitz, Wiesbaden 2014. ISBN 978-3-447-10146-2.
- mit Pamela Kalning, Matthias Miller: Die Codices Palatini germanici in der Universitätsbibliothek Heidelberg (Cod. Pal. germ. 671–848). Harrassowitz, Wiesbaden 2016. ISBN 978-3-447-10645-0.

Herausgeberin
- mit Veit Probst (Hrsg.): Die historischen und philosophischen Handschriften der Codices Palatini Latini in der Vatikanischen Bibliothek (Cod. Pal. Lat. 921–1078), bearbeitet von Dorothea Walz. Reichert, Wiesbaden 1999. ISBN 978-3-89500-046-1.
- mit Carla Meyer, Gerald Schwedler (Hrsg.): Rituale und die Ordnung der Welt. Darstellungen aus Heidelberger Handschriften und Drucken des 12. bis 18. Jahrhunderts. Winter, Heidelberg 2008. ISBN 978-3-8253-5529-6.
- mit Maria Effinger (Hrsg.): Löwen, Liebstöckel und Lügensteine. Illustrierte Naturbücher seit Konrad von Megenberg. Winter, Heidelberg 2009. ISBN 978-3-8253-5591-3.

Beiträge
- In: Maria Effinger, Carla Meyer, Christian Schneider (Hrsg.): Der Codex Manesse und die Entdeckung der Liebe. Winter, Heidelberg 2010. ISBN 978-3-8253-5826-6.
- In: Maria Effinger, Kerstin Losert (Hrsg.): „Mit schönen figuren“. Buchkunst im deutschen Südwesten. Eine Ausstellung der Universitätsbibliothek Heidelberg und der Württembergischen Landesbibliothek Stuttgart. Winter, Heidelberg 2014. ISBN 978-3-8253-6310-9.